# Grad, Cerklje na Gorenjskem
Grad este o localitate din comuna Cerklje na Gorenjskem, Slovenia, cu o populație de 233 de locuitori.